# Ex chiesa di San Martino di Montecalderaro
La chiesa di San Martino di Montecalderaro era un luogo di culto cattolico nella frazione Montecalderaro di Castel San Pietro Terme distrutta durante la seconda guerra mondiale.

## Storia
La prima testimonianza di una chiesa sul territorio di Castel San Pietro Terme intitolata al santo vescovo francese risale al 1315 anche se sono state rinvenute tracce romane sul territorio che potrebbero anticipare la sua datazione entro l'alto medioevo (476-1000).
La chiesa fu probabilmente rivisitata molteplici volte fino alla sua totale ricostruzione, avvenuta tra il 1699 e il 1705 per opera di alcuni abitanti del luogo.
L'edificio fu completamente distrutto dai bombardamenti delle truppe tedesche durante il secondo conflitto mondiale, bombardamenti che tentavano di arrestare l'avanzata degli alleati anglo-americani, trovandosi più a nord della linea gotica. I resti dell'edificio sono diventati con il tempo simbolo del martirio che il territorio ha subito durante la liberazione. A ricordo di questo è stata posta una croce sui resti dell'altare maggiore.
Nell'agosto del 2014, in occasione della ricorrenza dei 70 anni dalla battaglia sulla linea gotica, sono state poste quattro sculture in coccio, opera di Decio Zoffoli, creando il Prato della memoria, con una cerimonia tenutasi sui resti della chiesa di San Martino.